# كارلوس يوشيمورا
كارلوس يوشيمورا هو لاعب كرة قاعدة برازيلي، ولد في 22 فبراير 1984 في Vargem Grande Paulista ‏ في البرازيل.